# Jean-Louis Jossic
Jean-Louis Jossic, né le 15 juillet 1947 à Nantes (Loire-Atlantique), est un musicien français, fondateur du groupe nantais Tri Yann. Il fut également conseiller municipal de la ville de Nantes de 1989 à 2014.

## Biographie
Jean-Louis Jossic, né à Nantes, grandit dans le quartier de la Butte Sainte-Anne, un « quartier d'accueil de la basse Bretagne ». Il s'engage dans la défense de l'identité bretonne du pays nantais et la réunification de la Loire-Atlantique à la région Bretagne. En amont des grandes manifestations de 2014 en lien avec le redécoupage territorial, il initie un collectif qui rassemble plus de trois cents créateurs et mobilise divers artistes bretons.
Initialement professeur d'histoire-géographie et d'arts plastiques au collège d'enseignement général de Savenay, Jean-Louis Jossic s'intéresse à la musique et à la culture bretonne, bien qu'il ne parle pas lui-même breton. Il fréquente dans sa jeunesse le cercle celtique Jacques Cassard et le groupe folklorique Tréteaux et Terroir. 
L’œuvre d'Alan Stivell et le folk song d'Hugues Aufray ont sur lui une grande influence.
Il fonde en 1969 avec Jean Chocun et Jean-Paul Corbineau, très vite rejoints par Bernard Baudriller, le groupe Tri Yann dont il restera au fil des années le chanteur principal et le leader charismatique. Il joue de nombreux instruments traditionnels : bombarde, chalemie, psaltérion, flûte irlandaise, cromorne et fait profiter son public de son talent de conteur.

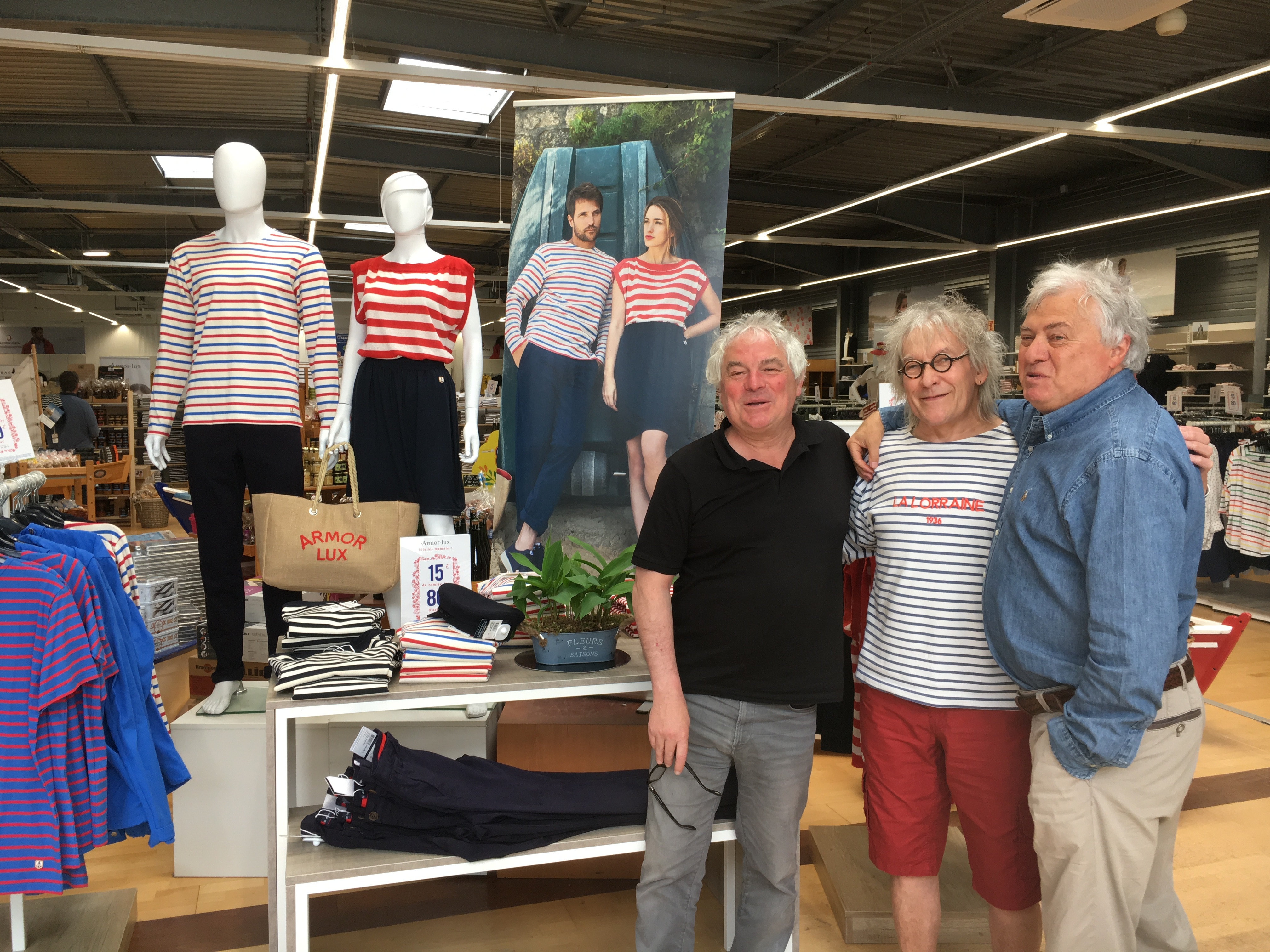
Jean-Louis Jossic avec les dirigeants d'Armor-Lux à Quimper.

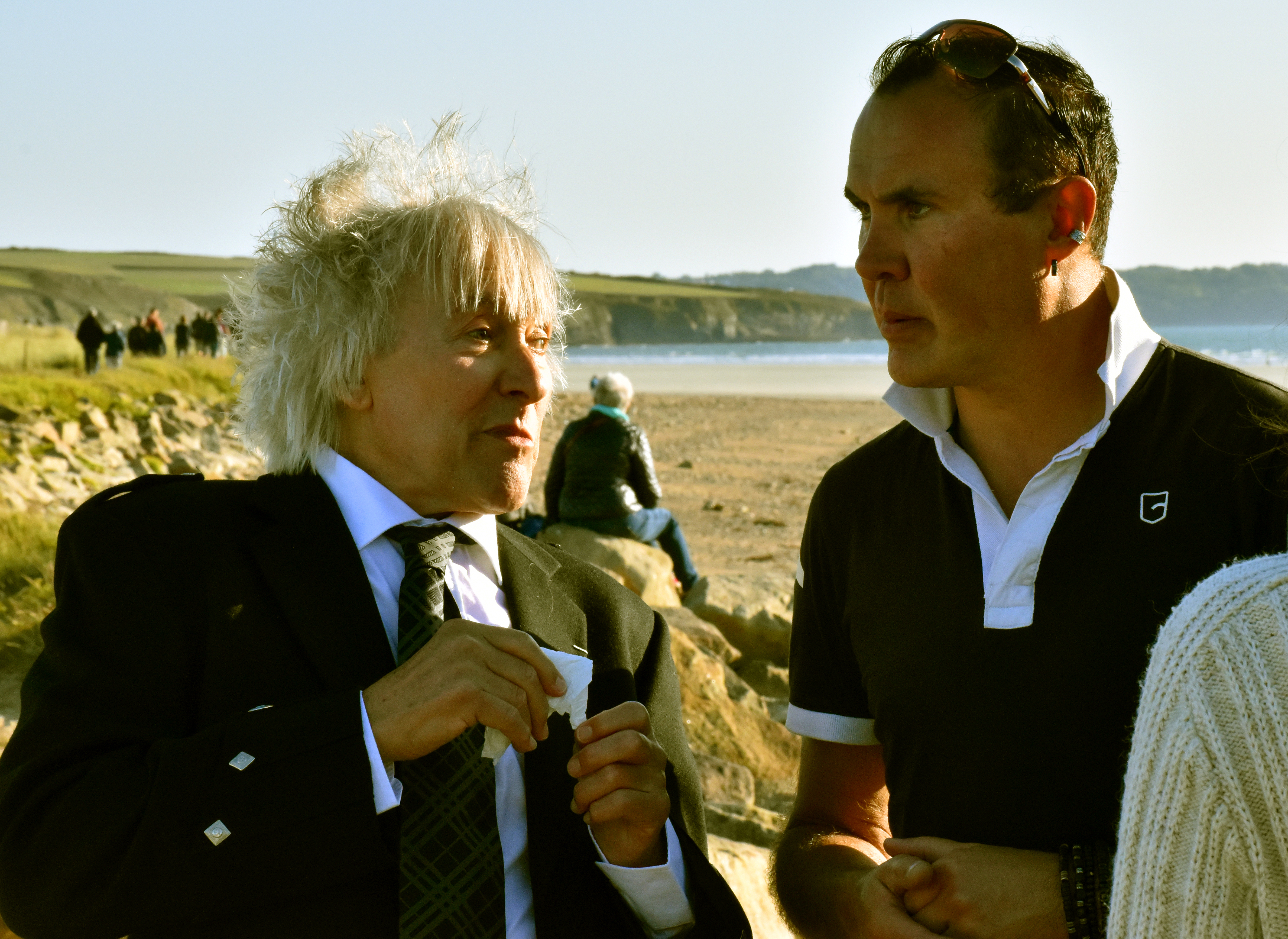
Jean-Louis Jossic avec Konan Mevel lors du tournage du dernier clip des Tri Yann en septembre 2019.

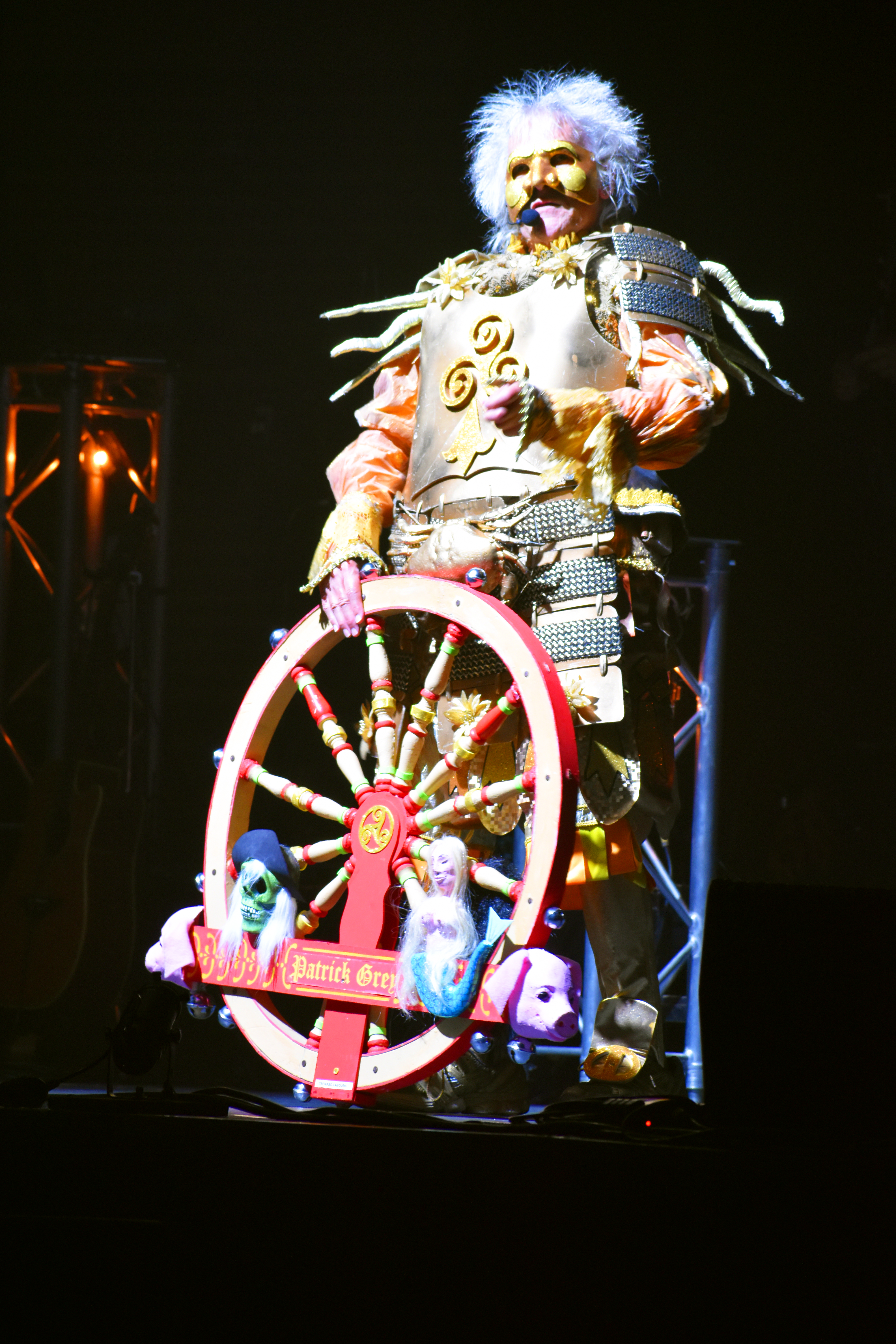
En concert à la Brest Arena le 13 septembre 2020.

Il participe activement à la vie politique nantaise en intégrant le conseil municipal auprès du maire socialiste Jean-Marc Ayrault dès 1989. Il joue dès lors un rôle important dans le pilotage de la politique culturelle de la municipalité : il est conseiller chargé du patrimoine pendant dix-neuf ans, puis devient adjoint au maire chargé de la culture en 2008. Néanmoins, il n'est plus présent sur la liste socialiste pour les élections municipales de mars 2014.
En 1997 il devient propriétaire d'un vieux gréement en achetant « La Lorraine », vedette en bois construite en 1936.
En janvier 2000, Jean-Louis Jossic, au même titre que Jean Chocun et Jean-Paul Corbineau, est nommé chevalier dans l'ordre des Arts et des Lettres,.
Le 26 septembre 2020, il reçoit avec ses deux amis le collier de l'ordre de l'Hermine en récompense des cinquante années de carrière du groupe Tri Yann au service de la promotion et la sauvegarde de la musique bretonne.